# Newburyport
Newburyport es una ciudad ubicada en el condado de Essex en el extremo noreste del estado estadounidense de Massachusetts. En el censo de 2010 tenía una población de 17 416 habs. y una densidad poblacional de 631 hab/km². Se encuentra sobre la costa del golfo de Maine (océano Atlántico), junto a la desembocadura del río Merrimack. Es la ciudad en la que se inspiró H.P. Lovecraft para crear su urbe imaginaria "Innsmouth", conocida por su afamado relato "La sombra sobre Innsmouth". 

## Geografía
Según la Oficina del Censo de los Estados Unidos, Newburyport tiene una superficie total de 27,61 km², de la cual 21,62 km² corresponden a tierra firme y (21.68%) 5,99 km² es agua.

## Demografía
Según el censo de 2010, había 17.416 personas residiendo en Newburyport. La densidad de población era de 630,86 hab./km². De los 17.416 habitantes, Newburyport estaba compuesto por el 96,39% blancos, el 0,56% eran afroamericanos, el 0,14% eran amerindios, el 1,12% eran asiáticos, el 0,01% eran isleños del Pacífico, el 0,53% eran de otras razas y el 1,25% pertenecían a dos o más razas. Del total de la población el 1,67% eran hispanos o latinos de cualquier raza.